# An Dương Vương
An Dương Vương (chữ Hán: 安陽王), tên thật là Thục Phán (蜀泮), là người lập nên nước Âu Lạc, nhà nước thứ hai trong lịch sử Việt Nam sau nhà nước Văn Lang.
Niên đại trị vì của An Dương Vương được các tài liệu ghi khác nhau. Những bộ sử cũ như Đại Việt sử ký toàn thư, Khâm định Việt sử Thông giám cương mục cho rằng thời gian ông làm vua Âu Lạc kéo dài 50 năm, từ 257 TCN đến 208 TCN. Các sử gia hiện đại căn cứ vào Sử ký Tư Mã Thiên là tài liệu gần thời đại nước Âu Lạc nhất, cho rằng An Dương Vương và nước Âu Lạc tồn tại từ khoảng 208 TCN đến 179 TCN, tức là gần 30 năm.

## Lập quốc

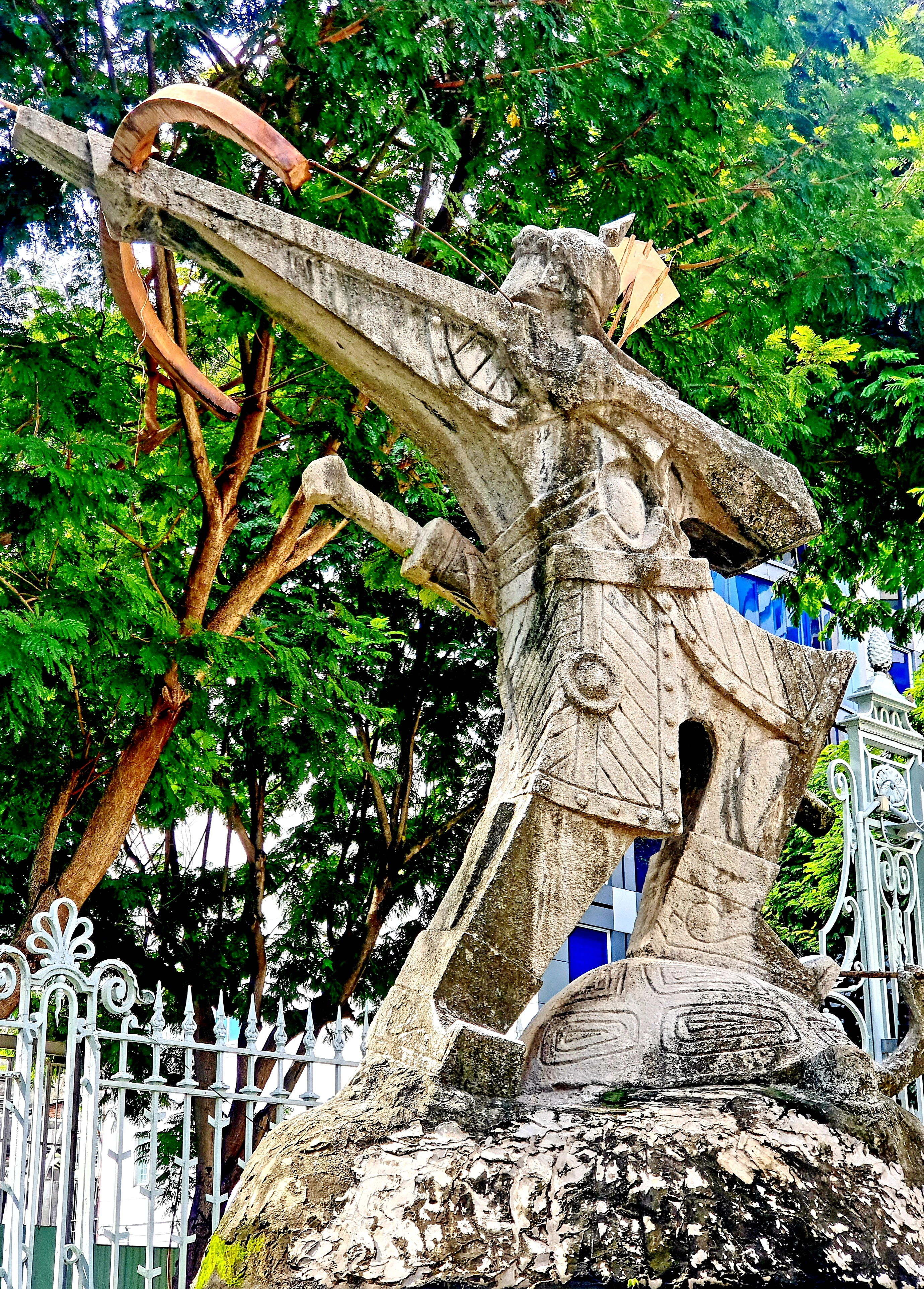
Tượng điêu khắc An Dương Vương giương nỏ thần ở Bảo tàng Mỹ thuật Tp.HCM

### Chống quân Tần

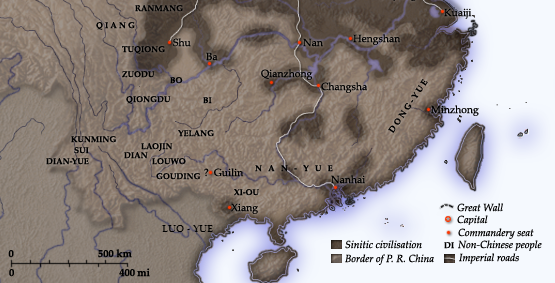
Bản đồ các khu vực lẻ tẻ do nhà Tần chiếm được của các nhóm tộc Bách Việt ở phía Nam sông Dương Tử sau năm 210 TCN.

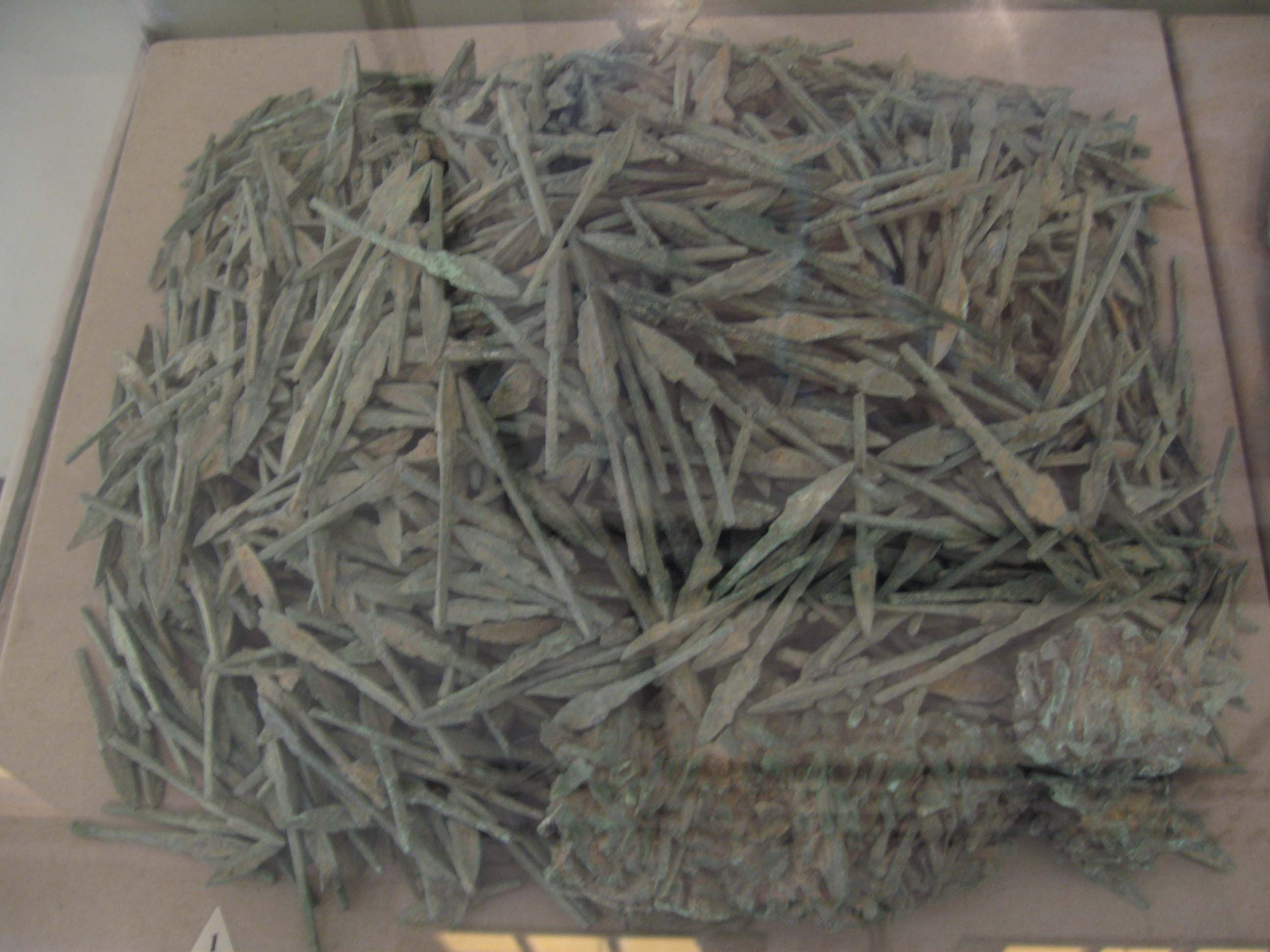
Mũi tên đồng tại Thành Cổ Loa.

## Di tích thành Cổ Loa (Đông Anh - Hà Nội)

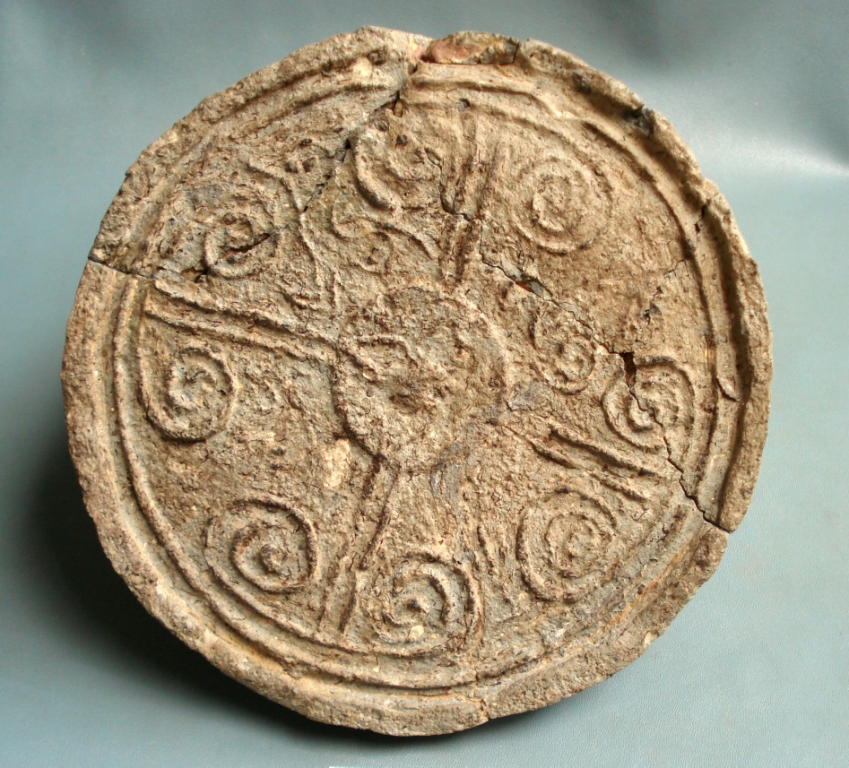
Bề mặt ngói ống tại Cổ Loa

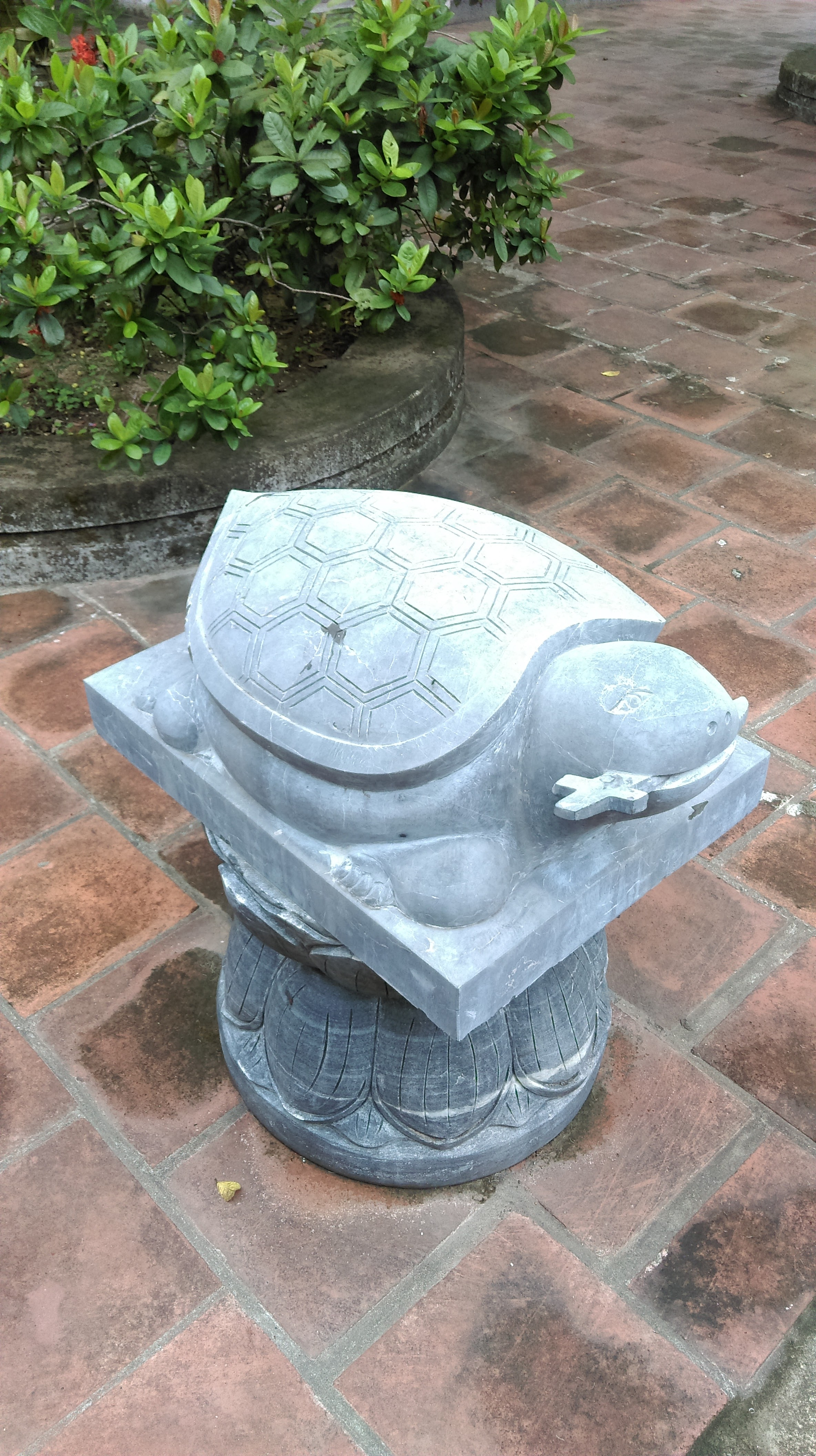
Tượng Rùa tại Đền Cuông.

## Sụp đổ

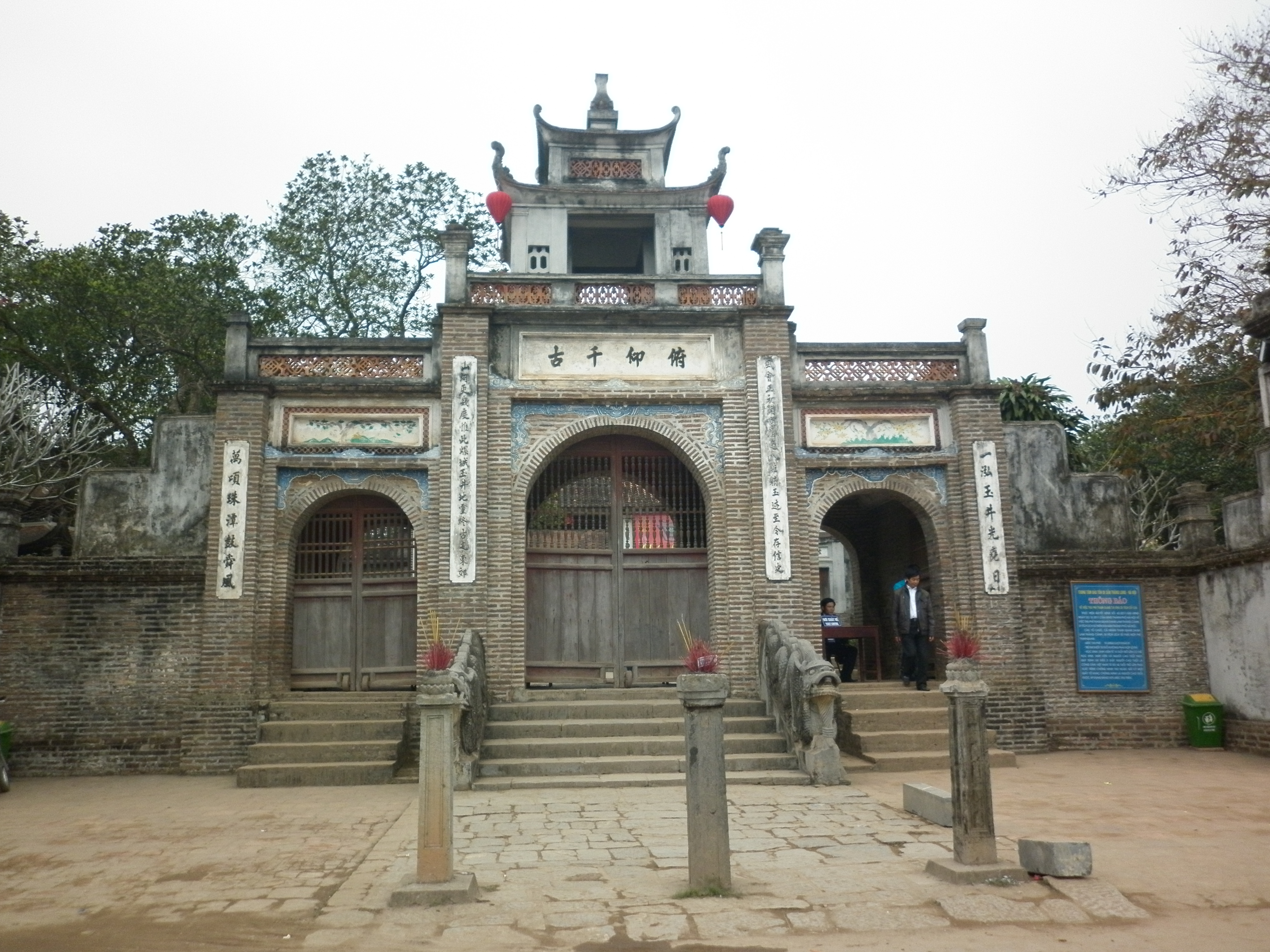
Cổng vào Đền thờ An Dương Vương tại xã Cổ Loa, Đông Anh, Hà Nội.

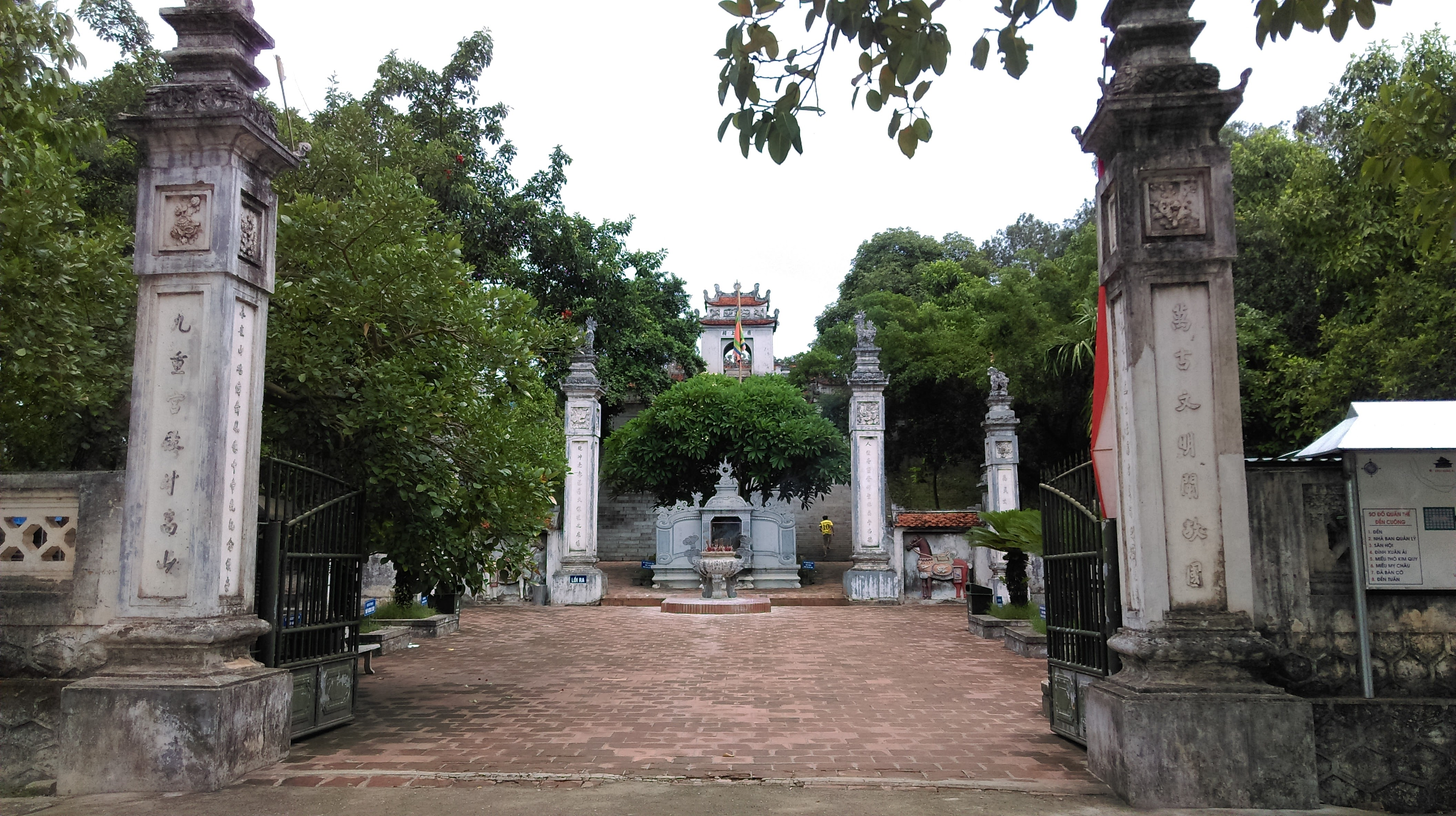
Đền thờ An Dương Vương tại xã Diễn An, huyện Diễn Châu, Nghệ An (Đền Cuông).